# Woblitz (Fürstenberg/Havel)
Woblitz ist ein Wohnplatz im Ortsteil Himmelpfort der Stadt Fürstenberg/Havel. Er liegt im Waldgebiet Himmelpforter Heide und entstand 1773 zunächst als Teerofen, später wurde er eine Försterei. Heute ist er eine Naturschutzstation, die sich um die Pflege verletzter Greifvögel kümmert. Der Wohnplatz liegt ca. 3,3 km nordöstlich der Ortslage von Himmelpfort unmittelbar am Fluss Woblitz.

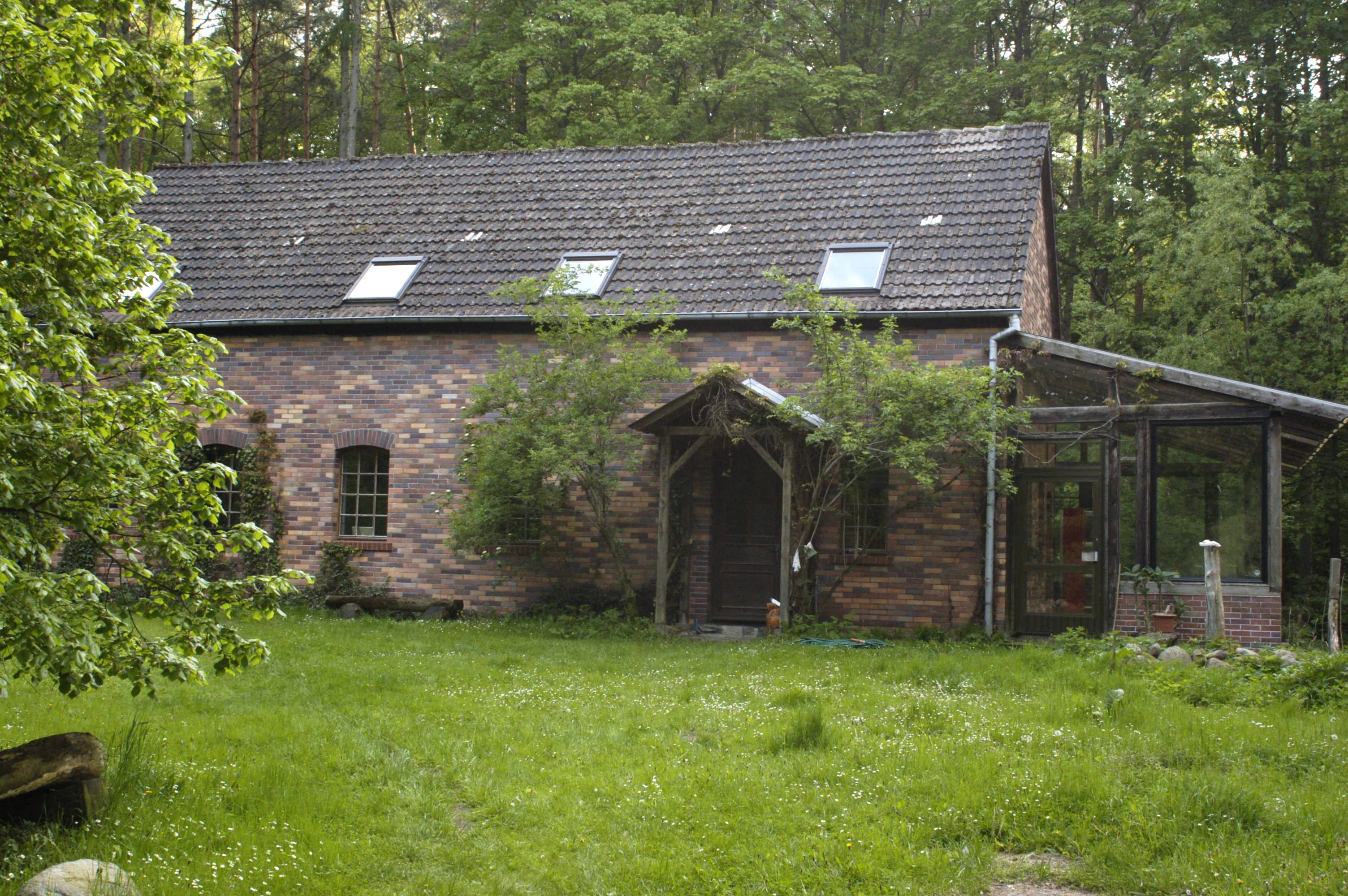
Naturschutzstation Woblitz

## Geschichte
Der Name Woblitz für den Wohnplatz kam erst nach 1800 in Gebrauch. Vorher hieß die Lokalität Lychenscher Winkel. Der Name Woblitz ist ein Gewässername, der sich auf den Wohnplatz übertragen hat. Heute wird der Abfluss vom Großen Lychensee zum Haussee Woblitz genannt; er ist ein Nebenfluss der Havel. Früher hieß dieser Abfluss Lychen. Erst 1566 heißt es: "Wan die beke aus den grossen Lichen kompt, kriget sie einen anderen namen und wird die Wobelitz genannt." Der Name Woblitz leitet sich von einer Grundform * Voblica = kleine Havel ab und weist somit auf den Nebenfluss der Havel (slawisch *Vobla) hin. Woblitz/Wublitz kommt noch öfters in Havelnähe vor. Der Name der Havel ist vorslawischer Herkunft.

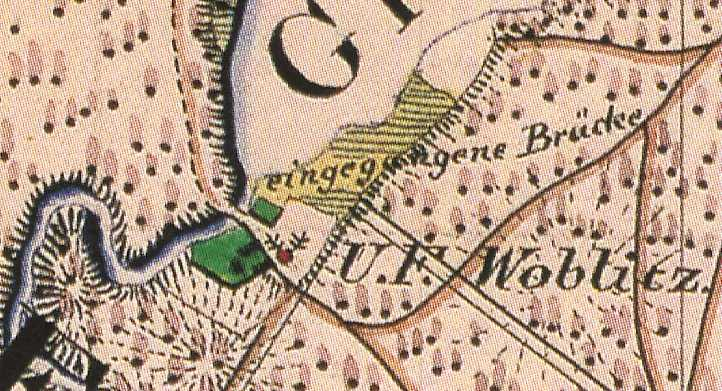
Die Unterförsterei Woblitz auf dem Urmesstischblatt 2845 Bredereiche von 1825

Bereits 1580 bewirtschaftete die Herrschaft Badingen und Himmelpfort eine "Breite" im sog. Lychenschen Winkel, einer Halbinsel, die in den Großen Lychensee hinein ragt. 1736 sind Grenzstreitigkeiten zwischen der Stadt Lychen und dem Amt Badingen wegen des "Lychen Winckel" dokumentiert. 1771 stellte der Halbbauer Utpott aus Retzow ein Gesuch, im Lychenschen Winkel einen Teerofen anzulegen. 1773 wird der Vertrag mit Utpott über die Anlegung und Pacht eines Teerofens sowie über 6 Morgen Wiese und 2 Morgen Land für Garten und Ackerbau unterzeichnet. 1784 wurde der Lychensche Teerofen vermessen: die Vermessung ergab 16 Morgen Land an der Woblitz. 1808 übernahm der Besitzer des "Woblitzer Teerofens" Utpott bis zur Einstellung eines neuen Unterförsters auch die Aufsicht über die Linowsche Heide. 1808 wurde beim Teerofen eine neue Unterförsterei eingerichtet. 1810 stellte der Teerschweler Utpott ein Gesuch um Entschädigung, da ihm durch die Errichtung der Unterförsterei Land entzogen wurde. Danach ist von einem Teerofen keine Rede mehr. 1817 hatte der Wohnplatz elf Bewohner. Im Urmesstischblatt (Blatt Bredereiche 2845) ist der Wohnplatz als Unterförsterei Woblitz verzeichnet. 1840 gehörte das Forsthaus Woblitz zur Oberförsterei in Zehdenick. Für 1858 sind zwölf Bewohner verzeichnet. Vor 1860 war der Schutzbezirk und Forsthaus Woblitz dem Forstrevier Himmelpfort unterstellt worden. Der Wohnplatz bestand aus einem öffentlichen Gebäude und drei Wirtschaftsgebäuden. Der Wohnplatz blieb weiterhin Försterei. 1925 wurden sechs Bewohner verzeichnet. 1980 gehörte die Försterei Woblitz zum staatlichen Forstwirtschaftsbetrieb Gransee.
Seit 1990 ist in der ehemaligen Försterei eine Naturschutzstation untergebracht, die sich um die Pflege verletzter Greifvögel kümmert.